# Mazarine Pingeot

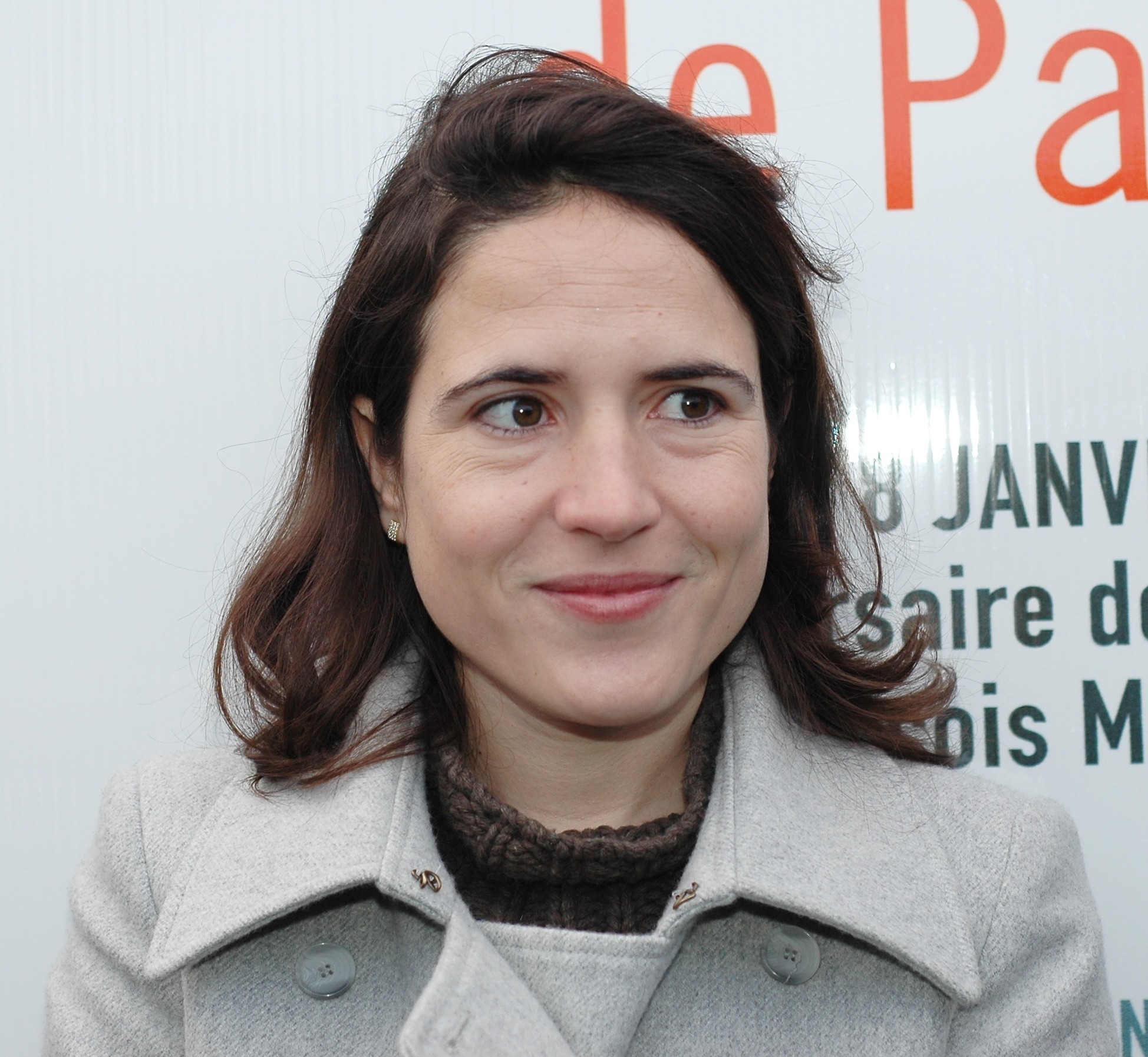
Mazarine Pingeot op een herdenking van haar vaders dood, januari 2006

Mazarine Mitterrand Pingeot (Avignon, 18 december 1974) is een Franse docente filosofie en schrijfster. Ze is het buitenechtelijk kind van François Mitterrand, wat voor het grote publiek verborgen bleef tot in 1994. 

## Biografie
- In 1984 wordt ze door François Mitterrand officieel erkend als zijn dochter.
- In 1994 onthult het weekblad Paris Match haar bestaan aan het grote publiek. Er wordt aangenomen dat de politieke pers sinds begin jaren 80 van haar afwist.
- Sinds 2005 laat Mazarine zich Pingeot-Mitterrand noemen.